# لا هرا
لا هرا (به اسپانیایی: La Horra) یک شهرستان در اسپانیا است که در کاستیا و لئون واقع شده‌است.

## خصوصیات
لا هرا ۳۰ کیلومترمربع مساحت و ۳۸۶ نفر جمعیت دارد و ۸۰۲ متر بالاتر از سطح دریا واقع شده‌است.